# Acacia ligulata
Acacia ligulata — вид квіткових рослин з родини бобових. Ареал: Австралія (Новий Південний Уельс, Північна територія, Квінсленд, Південна Австралія, Вікторія, Західна Австралія).

## Середовище
A. ligulata зустрічається на піщаних дюнах, на околицях солоних озер, на заплавах у спільнотах мульги та блакитних чагарників, у лісах у спільнотах маллі.

## Біоморфологічна характеристика
Acacia ligulata росте як прямовисний або розлогий кущ, від 2 до 4 метрів заввишки і 3 метри в поперечнику, іноді куполоподібної форми, часто гілкуючись від землі. Кора часто рифлена біля основи, але в іншому вона гладка. Гілочки його кутасті з жовтуватими ребрами, часто з волосками. Філодії світло-блакитно-зелені, зазвичай лінійно-довгасті, злегка вигнуті, 3–10 см завдовжки та 4–10 мм завширшки, товсті та безволосі, і зморшкуваті в посушливі періоди. У них помітна жовтувата середня жилка, бічні жилки не помітні. Кінчик філодії тупий з невеликим твердим вістрям, спрямованим донизу. Дві-чотири залози знаходяться під центром філодії та поблизу слизової оболонки. Жовті або помаранчеві кулясті квіткові головки діаметром 5–6 мм, поодинокі або по 2–5 у коротких пазушних китицях, сидять на рідко опушених квітконіжках довжиною 4–10 мм. Кожна головка квітки складається приблизно з 20 малих квіток. Плоди світло-коричневі та вигнуті, 5–10 см завдовжки та 5–10 мм завширшки, стиснуті між насінням і легко розпадаються на однонасінні сегменти. Насіння виглядає чорним і має овальну форму, розміром до 3,5 x 3,5 мм, розташоване поздовжньо всередині плоду.

## Використання
A. ligulata використовують як живопліт і захист від вітру, для стабілізації піщаних ділянок, для відновлення рослинності та боротьби з ерозією, також у місцях із засоленням або лужними умовами. Його можна вирощувати з живців і використовували як корм для екстрених запасів.